# 1492
Denna artikel handlar om året 1492. För filmen, se 1492 – den stora upptäckten.
1492 (MCDXCII) var ett skottår som började en söndag i den julianska kalendern.

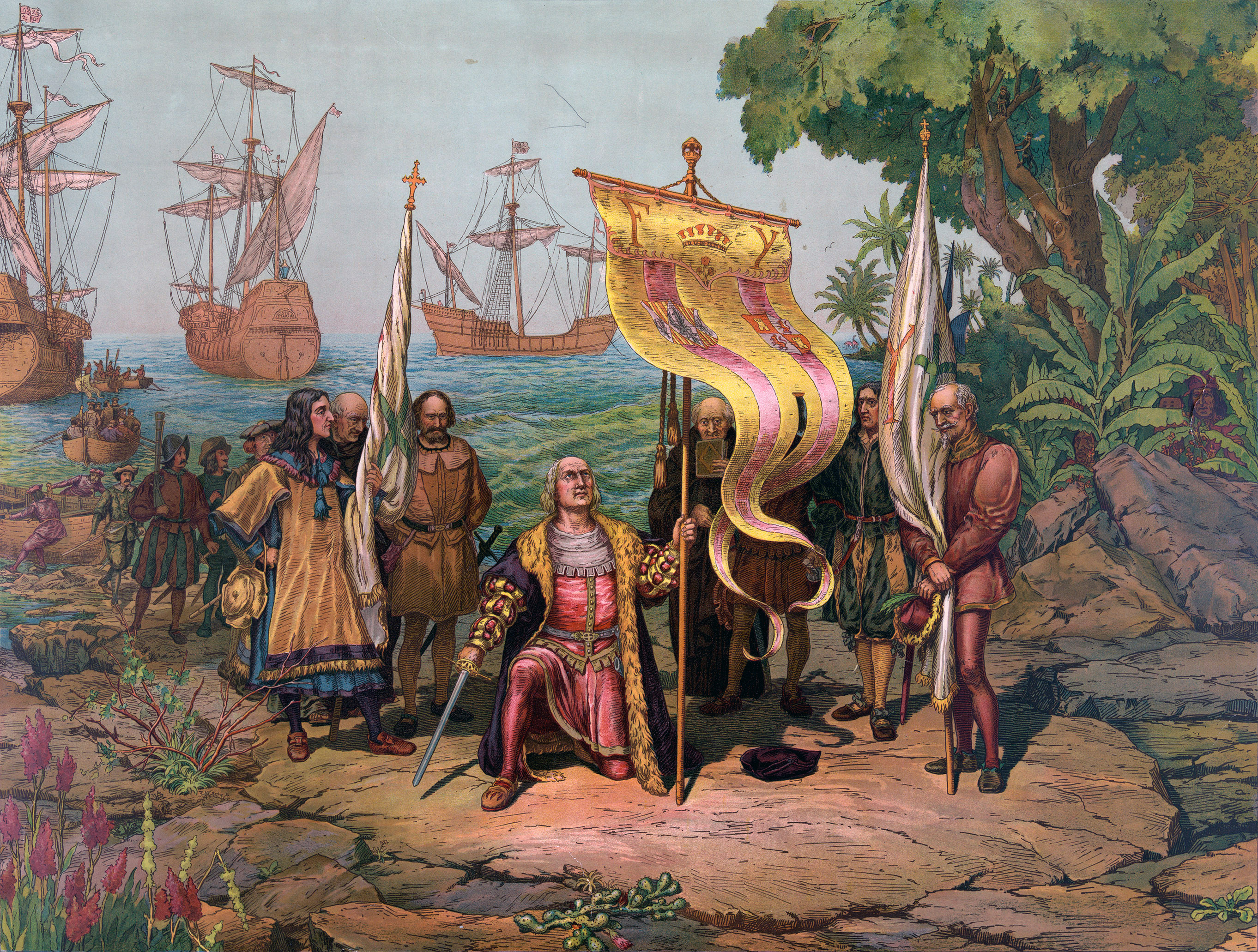
Christofer Columbus landstiger i den karibiska övärlden för första gången.

## Händelser

### Januari
- 2 januari – Morernas sista fäste i Spanien, Granada i Emiratet av Granada, faller för det katolska kungaparet Ferdinand II av Aragonien och Isabella I av Kastilien och avslutar reconquistan av den Iberiska halvön.[1]

### Juli
- 29 juli – Nederluleå kyrka utanför Luleå återinvigs.
- 31 juli – Judarna förvisas från Spanien; 150 000 flyr. Sultan Bayezid II av Osmanska riket får höra om det, skickar Osmanska flottan för att föra judarna i säkerhet i osmanska områden, framför allt städerna Thessaloniki och İzmir.[2]

### Augusti
- 3 augusti – Christofer Columbus avseglar från Spanien med de tre skeppen Santa María, Pinta och Niña.[3]
- 11 augusti – Sedan Innocentius VIII har avlidit den 25 juli väljs Rodrigo Lanzol-Borja y Borja till påve och tar namnet Alexander VI.

### Oktober
- 12 oktober – Christofer Columbus siktar land vid den karibiska ön Hispaniola.[3]
- 27 oktober – Christofer Columbus upptäcker Kuba.[1]

### November
- 7 november – Ensisheimmeteoriten, en 127 kilo stor meteorit, slår ner i ett vetesfälten vid byn Ensisheim i Alsace.

### December
- 5 december – Christopher Columbus blir första kände europé att landstiga på ön Hispaniola.
- 31 december – Omkring 100 000 judar förvisas från Sicilien.

### Okänt datum
- Den första fullständiga utgåvan på latin av den heliga Birgittas "Himmelska uppenbarelser" trycks i Lübeck av Bartholomæus Gothan på uppdrag av Vadstena kloster.
- Den som helgon dyrkade biskop Brynolfs kvarlevor skrinläggs i Skara domkyrka.

## Födda
- 4 april – Ambrosius Blarer, tysk-schweizisk reformator.
- 20 april – Pietro Aretino, italiensk författare, poet, dramatiker och satiriker under renässansen.
- 12 september – Lorenzo II de' Medici, härskare i Florens 1513–1519, hertig av Urbino 1516–1519.
- 12 november – Johan Rantzau, dansk krigare.
- Lars Siggesson (Sparre), svenskt riksråd, riksmarsk 1523–1554 (född omkring detta år).
- Margareta av Angoulême, politiskt aktiv fransk prinsessa och kulturmecenat.

## Avlidna
- 9 april – Lorenzo de' Medici, florentinsk statsman (född 1449)
- 7 juni – Kasimir IV, storhertig av Litauen sedan 1440 och kung av Polen sedan 1447
- 8 juni – Elisabet Woodville, drottning av England 1464–1470 och 1471–1483 (gift med Edvard IV)
- 25 juli – Innocentius VIII, född Giovanni Battista Cibò, påve sedan 1484
- 12 oktober – Piero della Francesca, italiensk målare och matematiker
- Kristina Abrahamsdotter, drottning av Sverige 1470 (gift med Karl Knutsson)

### Fotnoter
1. 1 2  World Statesmen (läst 7 april 2011)
2. ↑  Jewish virtual library.org
3. 1 2  Det hände i dag